# Rue Chanoinesse
Rue Chanoinesse je ulice v Paříži na ostrově Cité ve 4. obvodu. Ulice byla pojmenována „kanonická“ podle kanovníků při katedrále Notre-Dame, kteří v ulici bydleli. Jeden z kanonických domů postavených v roce 1512 má dnes č. 24.

## Poloha
Ulice vede od Rue du Cloître-Notre-Dame k Rue d'Arcole.

## Historie
Ulice pochází již z karolínské éry. Ve středověku byl přístup do čtvrti kolem katedrály Notre-Dame kontrolován čtyřmi branami, které byly na noc uzavírány, a přístup byl zakázán osobám mimo společenství kanovníků a zejména ženám. Tato kanonická čtvrť byla osvobozena od daní výnosem Karla Velikého. V 15. století si kanonické domy pronajímala šlechta, která tak využívala výhodami imunity vůči královské spravedlnosti krále a osvobození od daně.
Ulice mezi Rue de la Colombe a Rue d'Arcole se nazývala Rue des Marmousets. Brána Marmouset existovala ještě v roce 1791, stála u rohu s Rue de la Colombe.
V 18. století byly objeveny náhrobníky pocházející pravděpodobně z bývalých kostelů. Tyto kameny byly využity k vydláždění nádvoří u domu č. 26. Tento dům obsahuje také část lodi z bývalé kaple svatého Aignana. Na konci 19. století byly v ulici objeveny pozůstatky městských hradeb města Lutetie.
Věž vysoká asi patnáct metrů, nazývaná „Dagobertova věž“, která stála v prostoru domu č. 20, sloužila jako maják bývalého přístavu Saint-Landry. Byla zbořena v roce 1909.

## Významné stavby
- dům č. 8: postaven v roce 1853, sídlo právnické školy École nationale de la magistrature, do roku 1868 sídlo velitele pařížských hasičů
- dům č. 10: ve 12. století na tomto místě stál dům, ve které bydlel kanovník Fulbert, strýc Heloisy
- dům č. 12: jedná se o městský palác ze 17. století s nádvořím a studnou.
- dům č. 14: v domě žil až do své smrti lékař Xavier Bichat
- dům č. 16: v letech 1673–1676 zde žil dramatik Jean Racine, žil zde též spisovatel Henri Bremond a novinář Hubert Beuve-Méry, zakladatel deníku Le Monde, zde strávil dětství
- dům č. 17: pařížský arcibiskup zde měl své hlavní sídlo Jean-François Paul de Gondi. Žil zde kněz Henri Lacordaire.
- dům č. 18: od roku 1945 zde sídlí motocyklová rota Ředitelství veřejného pořádku a dopravy, která je součástí Policejní prefektury.
- dům č. 24: dům chráněný jako historická památka obsahuje pozůstatky zaniklé kaple svatého Aignana (spolu s č. 26)